# Абадија а Изола
Абадија Изола (итал. Abbadia a Isola) је насеље у Италији у округу Сијена, региону Тоскана.
Према процени из 2011. у насељу је живело 136 становника. Насеље се налази на надморској висини од 201 м.